# Aconitum lasiostomum
Aconitum lasiostomum là một loài thực vật có hoa trong họ Mao lương. Loài này được Rchb. ex Besser mô tả khoa học đầu tiên năm 1821.